# San Francisco Mountains (Utah)
Die San Francisco Mountains sind ein Gebirgszug im Millard und im Beaver County im Bundesstaat Utah.
Der rund 23 Kilometer lange Höhenzug trennt das Wah Wah Valley von den Beaver Bottoms, im Norden setzt er sich östlich des Sevier Lake in den Cricket Mountains fort, im Süden läuft er über die Shauntie Hills in der Escalante Desert aus.
Der Höhenzug besteht größtenteils aus kambrischen Quarziten, daneben sind pennsylvanische Kalksteine und stellenweise Reste vulkanischer Aktivitäten aus dem Tertiär vorhanden. Von historischer Bedeutsamkeit waren Erzvorkommen – hauptsächlich Silber, aber auch Gold, Kupfer, Zink und Blei. Auch heute sind einige Minen aktiv, die Städte Frisco und Newhouse sind aber bereits seit rund 100 Jahren verlassen.
Der höchste Punkt des Gebirges ist der Frisco Peak (2944 m), er erhebt sich rund 1.300 Meter über das Wah Wah Valley.
Die San Francisco Mountains werden im Süden am Frisco Summit (1981 m) von der Utah State Route 21 durchquert, über eine unbefestigte Straße über den Iron Mine Pass (1832 m) besteht eine direkte Verbindung von Medford zum Sevier Lake.